# Hans Rothmeijer
Hans Rothmeijer (31 maart 1927 - Rotterdam, 19 februari 2006) was een Nederlands schrijver, beeldend kunstenaar, muzikant en ideeënman. Hij woonde en werkte in Rotterdam. In de jaren 1970 was hij oprichter van de Galerie Black Cat, een vrijplaats voor kunstenaars.

## Levensloop
Rotmeijer werd geboren in Rotterdam, waar zijn vader, die tijdens de oorlog in 1943 zelfmoord pleegde, werkte als kunstschilder en zijn moeder als onderwijzeres. Hij had één zus, Paula Hendrika die gehuwd was met de beroemde dierenverzorger Chris Baris uit diergaarde Blijdorp. Op de hbs werd hij door een docent ingewijd in de moderne literatuur. Die leraar haakte af toen hij vrouw en kind verloor bij een vergissingsbombardement van de Amerikanen, wat een diepe indruk maakte en waarover Rothmeijer later zou schrijven. In de laatste hongerwinter werd hij gearresteerd en te werk gesteld in Duitsland. Hij schreef hierover een boekje, Maria Sklipoes. 
Na de oorlog rondde hij de MTS bouwkunde af. In 1948 begon hij bij een architectenbureau. Hij was ook pianist in een jazzband, en fotografeerde de Cobra-kunstenaar is Parijs. In een pand aan de Mauritsweg in Rotterdam opende hij in 1978 de galerie de Black Cat, waar hij tot 1984 een podium bood voor progressieve Rotterdamse kunstenaars zoals Cor Kraat en Hans Citroen van Kunst & Vaarwerk. Tien jaar later publiceerde hij een boek over deze tijd. Nadien heeft hij zich ingezet voor behoud van het oude stadsgezicht van de Oude Binnenweg.
In 1991 werd Rotmeijer voor zijn bijdragen aan de stad Rotterdam onderscheiden met de Laurenspenning.

## Publicaties, een selectie
- Hans Rothmeijer en Frans Vogel, Meneer Pardoel, (Een Rotterdamse kastelein), Veen Uitgevers, 1987.
- Rothmeijer, Hans. De Duitse dienstbode en andere verhalen, Black Cat, 1991.
- Rothmeijer, Hans. Maria Sklipoes : een scenario, Black Cat, 1991.
- Rothmeijer, Hans. Black Cat 78-84, Van Hezik-fonds 90 Publishers, 1994.